# Paryrias agarrha
Paryrias agarrha là một loài bướm đêm trong họ Noctuidae.